# George Stevens
George Stevens (n. 18 decembrie 1904, Oakland, California, SUA – d. 8 martie 1975, Lancaster, California, SUA) a fost regizor, producător, scenarist american.

## Biografie
A lucrat în compania de teatru ambulant a tatălui său iar în 1921 a devenit cameraman la Hollywood.
Printre filmele sale notabile sunt A Place in the Sun (1951; câștigător a șase premii Oscar inclusiv pentru cel mai bun regizor), Shane (1953; nominalizat la Oscar), Giant (1956; Oscar pentru cel mai bun regizor) și Diary of Anne Frank (1959; nominalizat la cel mai bun regizor).

## Filmografie
- 1933 The Cohens and Kellys in Trouble
- 1934 Kentucky Kernels
- 1934 Bachelor Bait
- 1935 Laddie
- 1935 The Nitwits
- 1935 Alice Adams
- 1935 Annie Oakley
- 1936 Timpul dansului
- 1937 Quality Street
- 1937 A Damsel in Distress
- 1938 O doamna vivace
- 1939 Gunga Din
- 1940 Vigil in the Night
- 1941 Penny Serenade
- 1942 Disputa (Woman of the Year)
- 1942 Vorbește tot orașul (The Talk of the Town)
- 1943 The More the Merrier
- 1948 On Our Merry Way
- 1948 I Remember Mama
- 1951 Un loc sub soare (A Place in the Sun)
- 1952 Something to Live For
- 1953 Shane
- 1956 Gigantul (Giant)
- 1959 Jurnalul Annei Frank (The Diary of Anne Frank)
- 1965 Viața lui Iisus (The Greatest Story Ever Told)
- 1970 Singurul joc din oraș

## Legături externe
- George Stevens la Internet Movie Database
- George Stevens: Movie Movie